# SMIL Timesheets
Таблиці стилів SMIL — це мова таблиць стилів, що використовується для зовнішньої синхронізації мови SMIL.
Вона служить для розділення розмітки з контентом від контенту всередині інших мов програмування. Наприклад, SMIL Timesheet можна використовувати для відокремлення слайдшоу під керуванням SMIL.
SMIL Timesheets версії 1.0 було презентовано консорціумом W3C 10 січня 2008 року.
Проте, через неприйняття SMIL середовищем розробників, також було розроблено інші альтернативи, в тому числі використання анімацій CSS для створення слайдшоу на HTML-сторінках.